# FuturixImager
FuturixImager — бесплатная проприетарная программа с закрытым кодом для просмотра изображений, поддерживающая более 30 форматов файлов самостоятельно плюс 30 форматов с помощью дополнений. Работает на Windows XP/2000/2003/Vista/7/8 (включая 64-битовые версии). Распространяется бесплатно и для персонального, и для коммерческого использования.

## Возможности программы
- Поддержка 60 форматов графических файлов (включая GIF, JPEG, PNG, TIFF, JPEG2000, Raw и DNG).
- Печать, сканирование и несложная обработка изображений.
- Создание снимков экрана.
- Поддержка EXIF.

Имеется SDK для создания модулей сторонними разработчиками.